# Ígor Linchevski
Ígor Linchevski (San Petersburgo, 16 de junio de 1908-San Petersburgo, 18 de julio de 1997), comúnmente escrito Linchevski (translitera del cirílico ruso Игорь Александрович Линчевский) fue un botánico ruso. Trabajó la mayor parte de su vida en el Instituto Botánico Komarov, en San Petersburgo, especializándose en la familia de las compuestas.
Realizó importantes expediciones botánicas a Asia Media, entre 1928 y 1932, a Kamchatka en 1935 y a los Urales entre 1921 a 1927

## Honores
- Miembro de la "International Union of Biological Sciences", y su presidente

### Epónimos
Género
- (Plumbaginaceae) Linczevskia Tzvelev[3]

Especies
- (Apiaceae) Bupleurum linczevskii Pimenov & Sdobnina[4]

- (Asteraceae) Steptorhamphus linczevskii Kirp.[5]

- (Lamiaceae) Perovskia linczevskii Kudrj.[6]

- (Leguminosae) Oxytropis linczevskii Gontsch.[7]

- (Plumbaginaceae) Acantholimon linczevskii Pavlov[8]

- (Poaceae) Roegneria linczevskii Czopanov[9]

- (Rosaceae) Malus linczevskii Poljakov[10]

- (Scrophulariaceae) Orobanche linczevskii Novopokr.[11]

- La abreviatura «Lincz.» se emplea para indicar a Ígor Linchevski como autoridad en la descripción y clasificación científica de los vegetales.[12]